# Luoghi sacri Baha'i
Luoghi sacri Baha'i è il nome dato dall'UNESCO ad un 'patrimonio ambientale e monumentale situato in Israele, ad Haifa e nella Galilea occidentale. Tale patrimonio culturale è stato iscritto nell'elenco dell'Unesco nel 2008.

## Descrizione
Questi luoghi sacri sono stati dichiarati patrimonio dell'umanità a causa della loro testimonianza storica, relativa al legame con le figure centrali della fede bahá'í. Luoghi che attualmente sono scopo di visita o di pellegrinaggio dei credenti baha'i.
Tale patrimonio storico e ambientale è composto da 26 edifici (monumenti e altri luoghi) e da 11 luoghi distribuiti tra Haifa e San Giovanni d'Acri. I più noti sono il Mausoleo di Bahá'u'lláh ad Acri e il Mausoleo del Báb ad Haifa. Gli altri siti sono costituiti dalle terrazze: cimiteri, giardini, case o altro, perlopiù in stile neoclassico. Alcuni degli edifici vengono usati anche per fini amministrativi, come centro di ricerca o di archivio.